# Cetotheriidae
Die Cetotheriidae sind eine Familie aus der Unterordnung der Bartenwale (Mysticeti). Die Familie erschien im späten Oligozän und verschwand weitgehend im frühen Pliozän. Es hat sich jedoch herausgestellt, dass der kleinste aller rezenten Bartenwale, der nur 6 Meter lang werdende und in gemäßigt-kalten Meeren der Südhalbkugel vorkommende Zwergglattwal (Caperea marginata) ein Angehöriger der Cetotheriidae ist.

## Merkmale
Von anderen Bartenwalen werden die Cetotheriidae durch eine Kombination folgender anatomischer Schädelmerkmale unterschieden (Auflistung nicht vollständig):
Die Nahtstelle zwischen Oberkieferknochen (Maxillare) und Stirnbein (Frontale) ist an den hinteren Seiten geringfügig konkav und schräg. Die hinteren Abschnitte der Schnauzenknochen (Rostrum) bilden einen V-förmigen Keil zwischen den Augenhöhlen. Die oberen Teile der Oberkieferknochen haben Kontakt zueinander bzw. stehen nah zusammen. Das Zwischenkieferbein (Prämaxillare) wird nach hinten, entlang des Nasenbeins (Nasale) enger und reicht nicht bis zu den hinteren Abschnitten der Maxillare. Das Nasenbein ist dreieckig und keilförmig. An seinem dorsalen Scheitel ist das Stirnbein reduziert oder völlig von Rostralknochen überwachsen. Die Gelenkpfanne des Schuppenbeins (Squamosum) ist nicht tief eingebuchtet. Wie alle anderen Bartenwale sind die Cetotheriidae zahnlos.
Ein Merkmal, das die Cetotheriidae mit den Furchenwalen (Balaenopteridae) teilen, ist die starke Verzahnung der Rostralknochen mit den übrigen Schädelknochen und der Maxillare.

## Äußere Systematik
Die Cetotheriidae sind die Schwestergruppe der Furchenwale, beide Familien zusammen, als Überfamilie Balaenopteroidea vereint, sind wiederum die Schwestergruppe der Glattwale (Balaenidae).
|                  | Glattwale (Balaenidae)                                                          |
|                  |                                                                                 |
| Balaenopteroidea | \| \| Cetotheriidae \| \| \| \| \| \| Furchenwale (Balaenopteridae) \| \| \| \| |

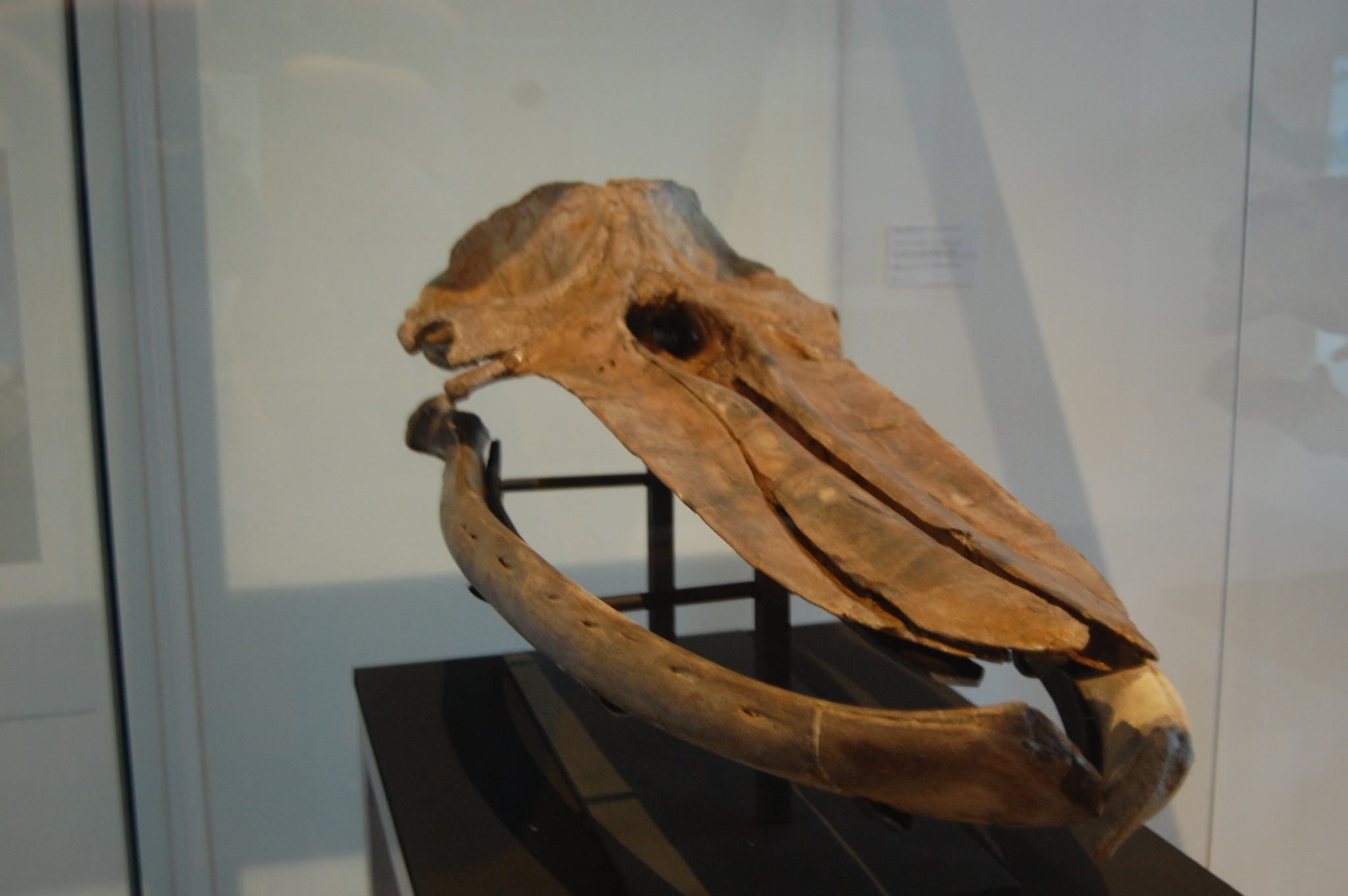
Schädel von Piscobalaena nana

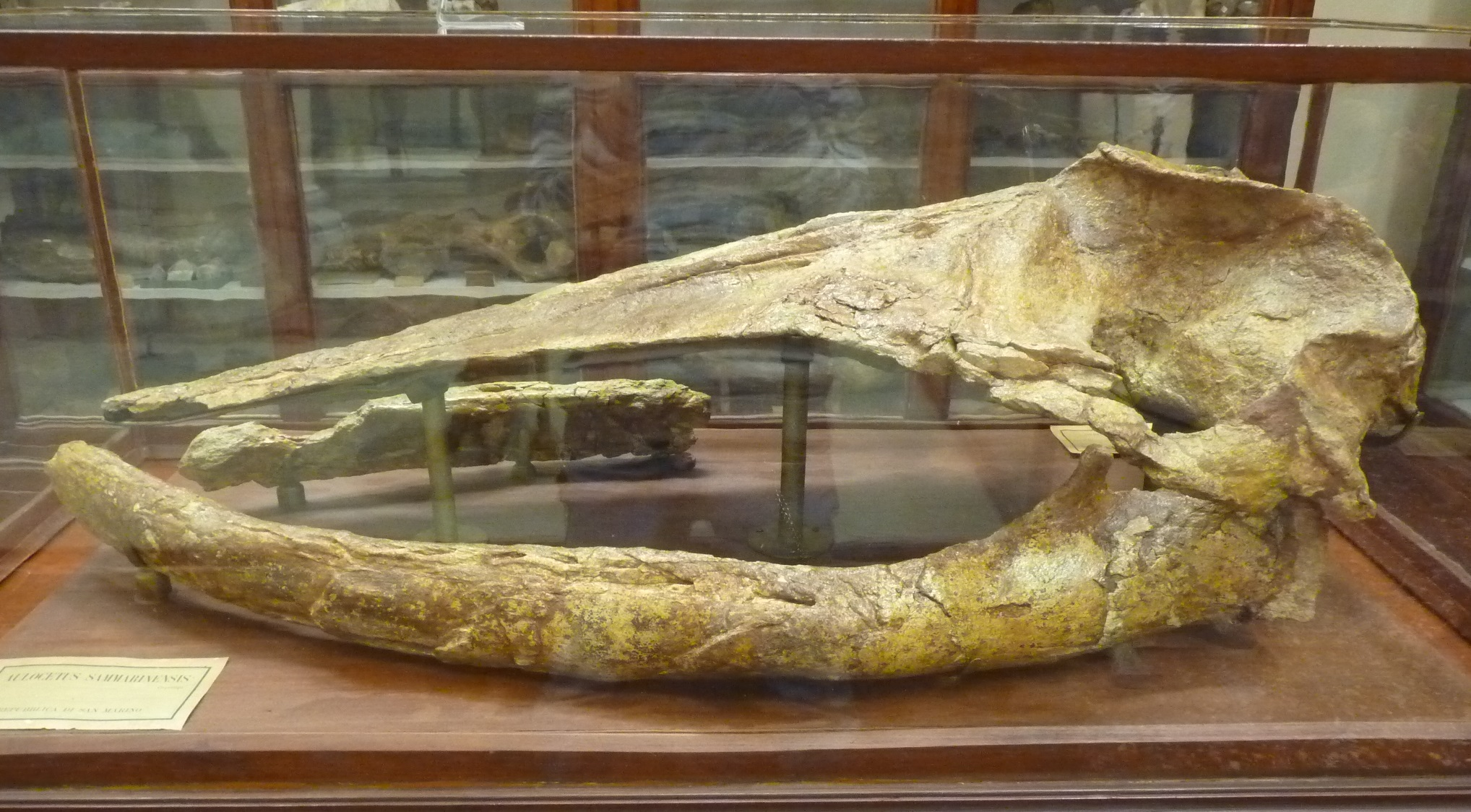
Schädel von Titanocetus sammarinensis

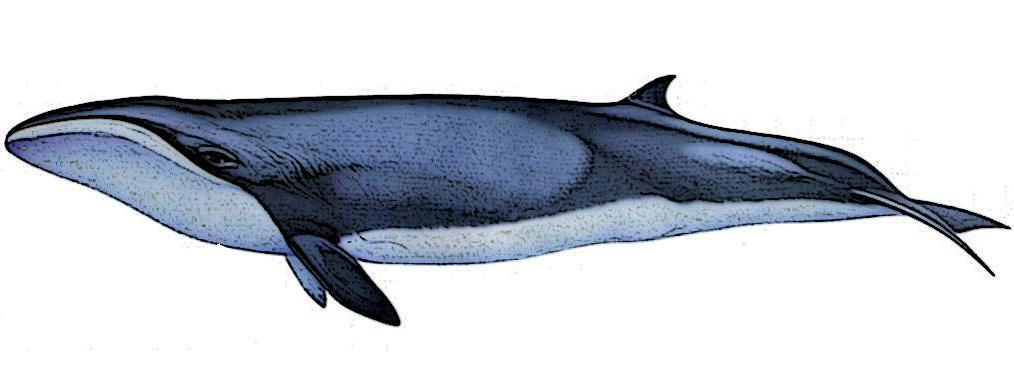
Der Zwergglattwal (Caperea marginata), nach Ansicht einiger Forscher eine rezente Art der Cetotheriidae.

|                  | \| \| Cetotheriidae \| \| \| \| \| \| Furchenwale (Balaenopteridae) \| \| \| \| |
|                  | Cetotheriidae                                                                   |
|                  |                                                                                 |
|                  | Furchenwale (Balaenopteridae)                                                   |
|                  |                                                                                 |

|  | Cetotheriidae                 |
|  |                               |
|  | Furchenwale (Balaenopteridae) |
|  |                               |

## Innere Systematik
Gegenwärtig werden zwei ausgestorbene und eine rezente Unterfamilie unterschieden:
- incertae sedis
  - Heterocetus Capellini 1877
  - Hibacetus Otsuka & Ota 2008
  - Joumocetus Kimura & Hasegawa 2010
  - Metopocetus Cope 1896
  - Mixocetus Kellogg 1934
  - Palaeobalaena Moreno 1882
  - Piscobalaena Pilleri & Siber 1989
  - Plesiocetopsis (Brandt 1873)
  - Titanocetus Bisconti 2006
- Unterfamilie Cetotheriinae Whitmore & Barnes, 2008[5]
  - Cetotherium Brandt 1843
  - Kurdalagonus Tarasenko & Lopatin 2012
- Unterfamilie Herpetocetinae Steeman, 2007[6]
  - Cephalotropis Cope 1896
  - Herpetocetus Van Beneden 1872
  - Nannocetus Kellogg 1929
- Unterfamilie Neobalaeninae (Gray, 1873)[1]
  - Zwergglattwal (Caperea marginata) (Gray, 1864)